# Irina Koroliova
Irina Vladimirovna Koroliova (en russe : Ирина Владимировна Королёва) (née Zariajko le 4 octobre 1991 à Novossibirsk) est une joueuse de volley-ball russe. Elle mesure 1,98 m et joue au poste de centrale. Elle totalise 35 sélections en équipe de Russie.

## Clubs
| Club                 | De        | À         |
| -------------------- | --------- | --------- |
| Aouroum Khabarovsk   | 2006-2007 | 2008-2009 |
| Samorodok Khabarovsk | 2009-2010 | 2010-2011 |
| Ouralotchka NTMK     | 2011-2012 | 2015-2016 |
| Dinamo Kazan         | 2016-2017 | …         |

## Palmarès

### Équipe nationale
- Championnat d'Europe
  - Vainqueur : 2013, 2015.

### Clubs
- Coupe de la CEV
  - Vainqueur : 2017.
  - Finaliste : 2014.
- Challenge Cup
  - Finaliste : 2015.
- Championnat de Russie
  - Vainqueur : 2020.
  - Finaliste : 2016, 2017, 2018.
- Coupe de Russie
  - Vainqueur : 2016, 2017, 2019.
- Supercoupe de Russie
  - Vainqueur : 2020.
  - Finaliste : 2017, 2018.

### Distinctions individuelles
- Championnat d'Europe de volley-ball féminin 2015: Meilleure centrale[2].
- Coupe du monde de volley-ball féminin 2019: Meilleure centrale[3].